# Cantó d'Ivry-sur-Seine-Oest
El cantó de Ivry-sur-Seine-Oest és un antic cantó francès del departament de Val-de-Marne, que estava situat al districte de Créteil. Comptava amb part del municipi d'Ivry-sur-Seine.
Al 2015 va desaparèixer i el seu territori va passar a formar part del nou cantó d'Ivry-sur-Seine.

## Municipis
- Ivry-sur-Seine (part)

## Història
| Data d'elecció                           | Identitat       | Partit | Qualitat |
| ---------------------------------------- | --------------- | ------ | -------- |
| 1967-1973                                | Jacques Laloë   | PCF    |          |
| 1973-1998                                | Roger Grévoul   | PCF    |          |
| 1998-                                    | Chantal Bourvic | PCF    |          |
| les dades anteriors no són pas conegudes |                 |        |          |
|                                          |                 |        |          |

## Demografia
| A partir de 1990: Població sense dobles comptes |